# Julius Friedrich Pajeken
Julius Friedrich Pajeken (* 16. September 1843 in Bremen; † 16. Dezember 1902) war ein Maschinenbauer. 
Sein Vater, Clemens Albert Pajeken (1806–1860), war zunächst zur See gefahren, hatte danach längere Zeit in Brasilien und Kalifornien, schließlich als Kaufmann, Sprachlehrer, beeidigter Übersetzer für Englisch, Spanisch und Portugiesisch und Autor in Bremen gelebt.
Julius Friedrich Pajeken besuchte die Schule bis zum Alter von 16 Jahren und ging dann bis 1862 in die USA zur Lehre bei den Morgan Iron Works, College Point, Long Island. Nach der Rückkehr studierte er bis 1866 Maschinenbau am Polytechnikum Hannover. Er arbeitete anschließend für kurze Zeit in Manchester bei Beyer, Peacock & Co.
Von 1867 bis 1870 war er als Konstrukteur und anschließend bis 1879 als Betriebsingenieur bei der Berliner Maschinenbaufirma Schwartzkopff tätig. Am 1. Oktober 1888 übernahm er die Leitung des Werkzeugmaschinenbaus der Firma Ludwig Loewe & Co. Er führte in Deutschland den Serienbau von Werkzeugmaschinen statt der Einzelanfertigung ein. 1897 wurde er Vorstandsmitglied der Ludw. Loewe & Co. Actiengesellschaft.